# Pala carregadora

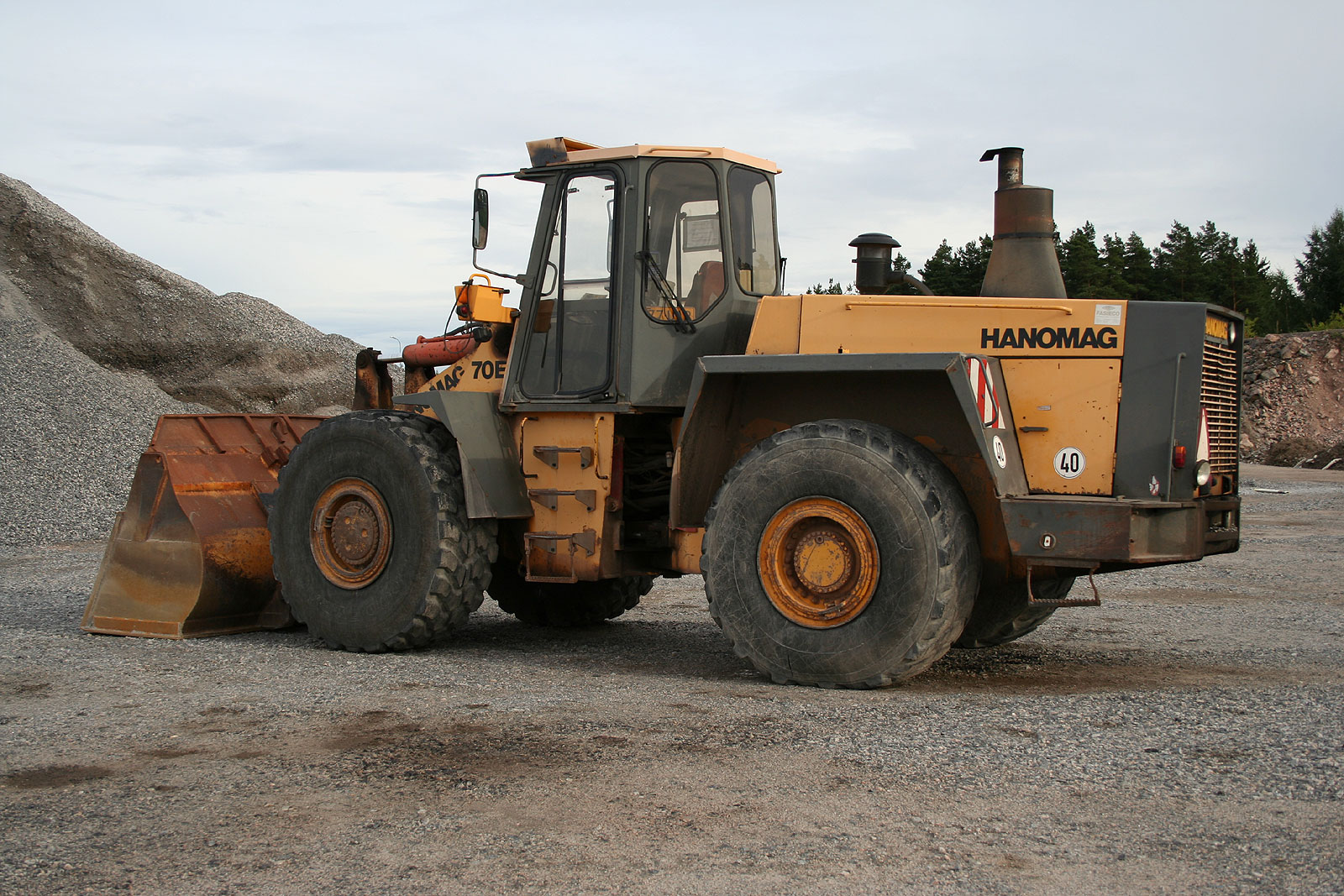
Pala carregadora de tipus frontal, sobre pneumàtics.

Una pala carregadora o excavadora carregadora és una màquina d'ús freqüent en construcció d'edificis, mineria i altres activitats que impliquen el moviment de terres en grans volums i superfícies. Es fan servir en la construcció de camins i moviments de terra, en l'explotació de jaciments miners, en la càrrega de minerals, en el tractament de materials de rebuig, en la reconstrucció de costes de rierols i rius, en la neteja de les vies de canals, rierols i rius, en la retirada de neu, a la neteja d'una ciutat extraient residus, en la construcció d'obres civils o en demolició. Se'n construeixen de diversos tipus, entre d'altres, de tipus frontal, de tipus retroexcavadora, sobre pneumàtics, sobre erugues, etcètera. Serveixen també per apartar objectes pesants del terreny de construcció i moure grans quantitats de material en poc temps.

## Tipus[calcitació]
- Mini carregadores, ocupen espais molt reduïts i això permet que siguin molt polivalents a l'hora d'operar; la pala de càrrega és de mig metre cúbic.
- Petites, són les que tenen una pala de càrrega d'un metre cúbic
- Mitjanes, són les que tenen una pala major d'un metre cúbic i fins a tres metres cúbics.
- Grans, tenen una pala amb una capacitat de càrrega d'entre tres i cinc metres cúbics.
- Especials, són aquelles que es fabriquen especialment a comanda d'empreses que treballen jaciments miners molt grans i tenen pales de més de cinc metres i fins a deu.
- Amb pneumàtics, són de ràpid trasllat i molt operables en tot terreny, amb roques i neu.
- Amb moviment de cadenes o eruga, s'utilitzen per treballen en terrenys molt rocallosos i escarpats.
- Amb motors elèctrics, en interiors de mines i en llocs tancats que impedeixen la ventilació.
- Amb motors a explosió, són la major quantitat de màquines que hi ha al mercat.
- Amb motors pneumàtics, s'empren en jaciments miners, els que tenen sistemes hidràulics en quantitat per poder ser emprades en els interiors dels jaciments, ja que no emeten monòxid de carboni, atès els seus motors funcionen amb aire.
- Articulades, que permeten que l'espai de retrocés i gir siguin menors.